# Distretto di Olsztyn
Il distretto di Olsztyn (in polacco powiat olsztyński) è un distretto polacco appartenente al voivodato della Varmia-Masuria.

## Geografia antropica

### Suddivisioni amministrative
Il distretto comprende 12 comuni.
- Comuni urbano-rurali: Barczewo, Biskupiec, Dobre Miasto, Jeziorany, Olsztynek
- Comuni rurali: Dywity, Gietrzwałd, Jonkowo, Kolno, Purda, Stawiguda, Świątki